# دايف هاينمان
وهو سياسي أمريكي ينتمي إلى الحزب الجمهوري وحاكم ولاية نبراسكا الأمريكية منذ سنة 2005 ولد دايف يوجين هاينمان في 12 أيار / مايو من سنة 1948 في ولاية نبراسكا أمريكية هاينمان تخرج من أكاديمية العسكرية أمريكية سنة 1970 شغل هاينمان منصب نائب حاكم ولاية نبراسكا أمريكية ما بين الأعوام 2001 إلى عام 2005 وفي عام 2005.